# Szabó Ervin tér
A Szabó Ervin tér Budapesten, a VIII. kerületben található, a Baross utca, illetve a Reviczky utca összefutásánál elhelyezkedő, háromszög alakú tér.

## Története

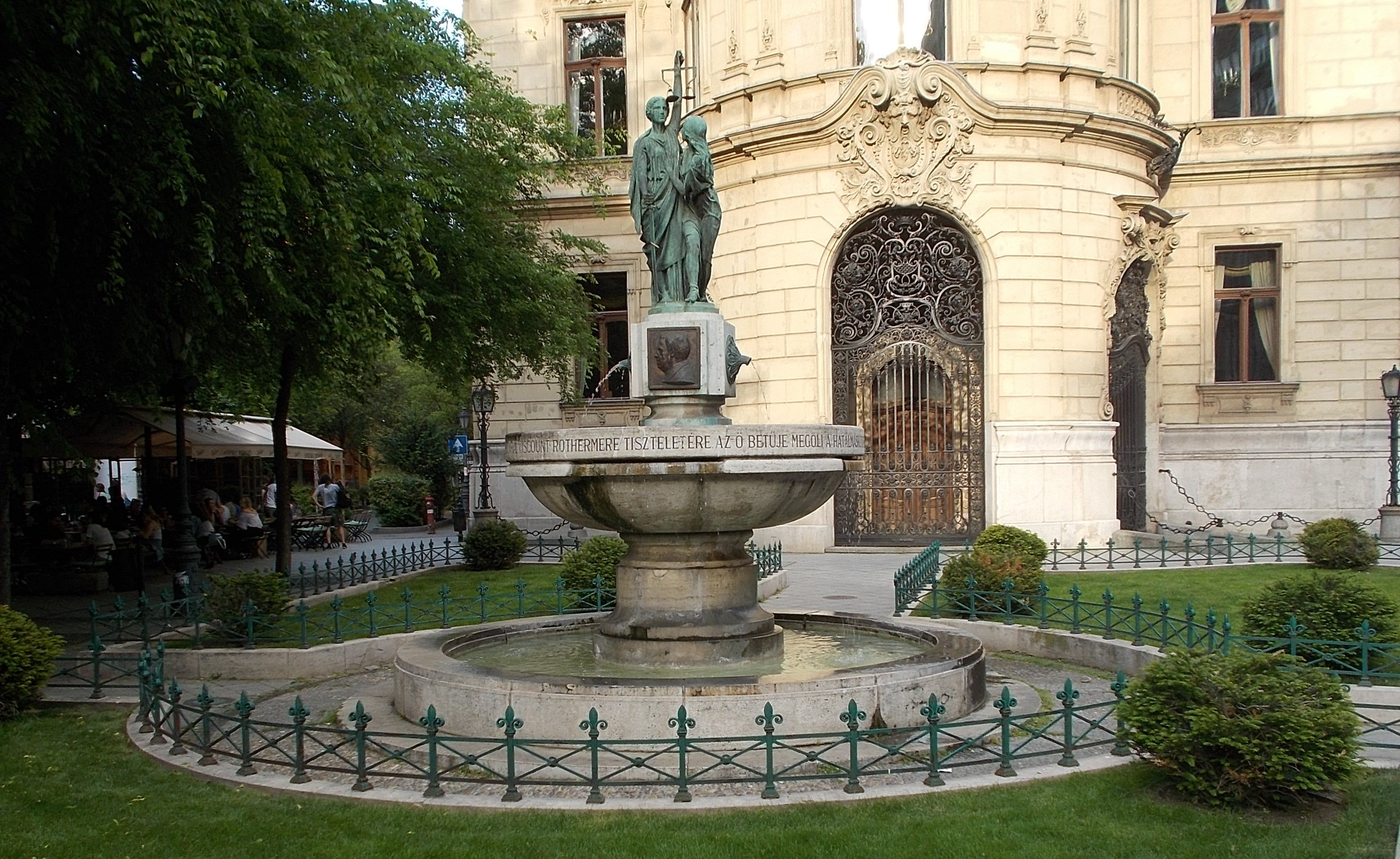
A Justitia kút a tér közepén

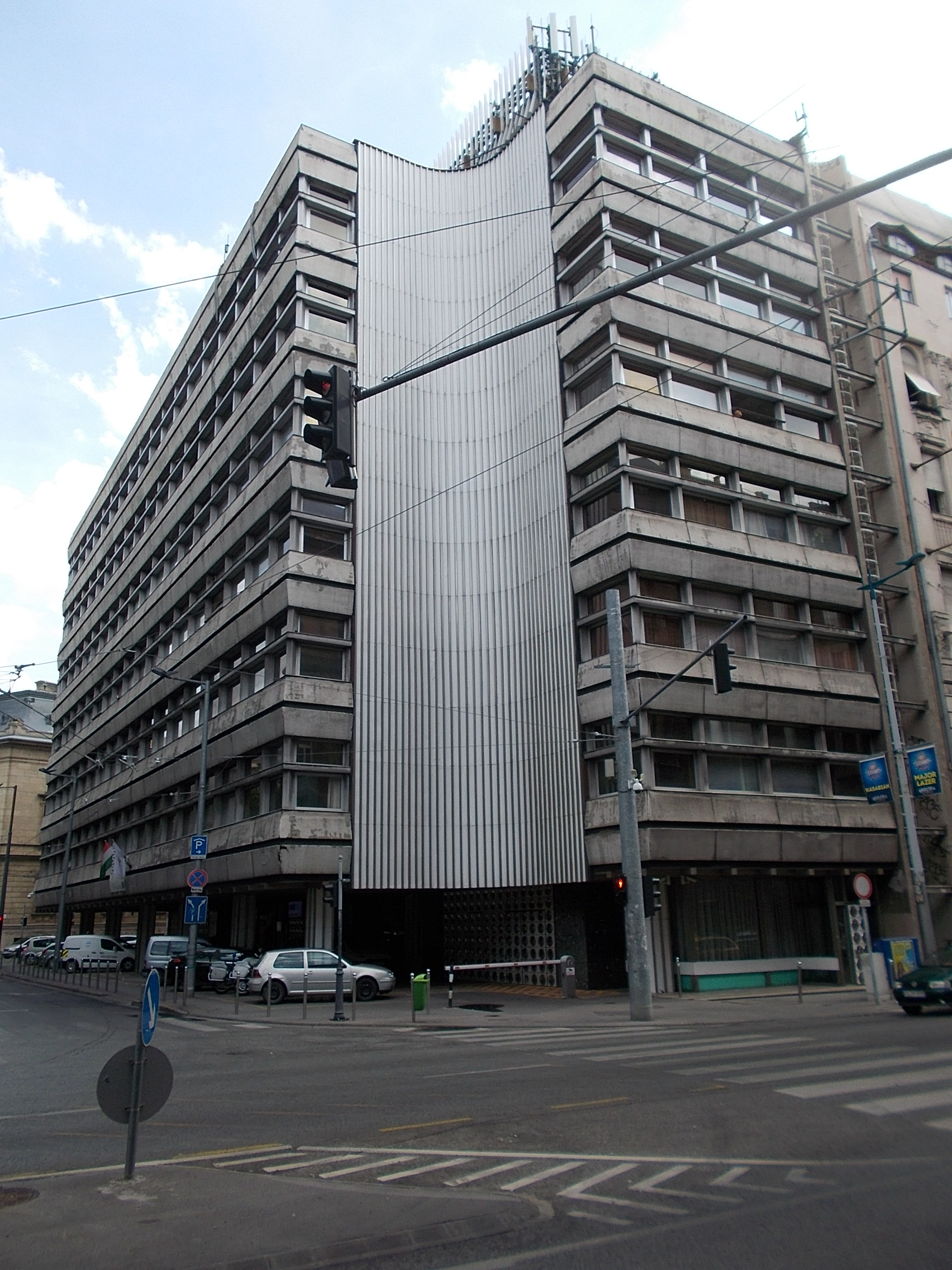
A Budapesti Közlekedési Központ (BKK) Forgalomirányító Központja

1948-ig nem viselt nevet, akkor Szabó Ervinről, a tér főépületében, a Meinig Artúr által tervezett Wenckheim-palotában (Szabó Ervin tér 1.) székelő Fővárosi Könyvtár igazgatójáról nevezték el. A könyvtár főkapuja előtt álló "Justitia" nevű diszkút szoboralakjai Szentgyörgyi István művei (1929). Az eredetileg a Budapesti Közlekedési Zrt. (2011 óta a Budapesti Közlekedési Központ) Forgalomirányító Központja (a szakmai zsargoban: Diszpécserház) 1973-1977 között épült. A Szabó Ervin tér 2. szám alatt működik.